# Maculacris obtusa
Maculacris obtusa är en insektsart som beskrevs av Willemse, F.M.H. 1977. Maculacris obtusa ingår i släktet Maculacris och familjen gräshoppor. Inga underarter finns listade i Catalogue of Life.